# BBS10
BBS10‏ (Bardet-Biedl syndrome 10) هوَ بروتين يُشَفر بواسطة جين BBS10 في الإنسان.